# 家譜
家譜（かふ）とは、一家の系譜を書き記した書物のこと。
類似したものに系図があるが、系図は親子間を系線でつないで個々の人名の脇に当該人物の簡単な経歴・事績を記すのに対し、家譜は一族の始祖から歴代の続柄・経歴・事績などを文章にして書き連ねていったものである。古代日本では氏文と呼ばれる類似したものがあったが、氏文は氏族単位で作成されたのに対し、家譜は個々の家単位で作成されたとところに違いがあったとされている。

## 中国
唐の時代に貴族階層の間で家譜が多くつくられ、『旧唐書』経籍志や『新唐書』芸文志には多くの家譜が載せられている。代表的なものに王僧孺の『百家譜』、李林甫の『唐新定諸家譜録』などが知られている。

## 日本
日本では唐の影響を受けて、奈良時代後期から平安時代にかけて家譜が作成され、従来の氏文に取って代わった。これは、日本が氏族よりも個々の家を重視するようになった風潮と重なるとする説がある。また、古代の記録に登場する「家記」や「家牒」を家譜の先駆とみなす見解もある。
中世になると、家譜形式の記録はほとんど見られなくなり、中世後期になって由緒書が前代の家譜に相当するものとして出現する。
江戸時代に入ると、『鎌倉将軍家譜』・『室町将軍家譜』・『寛政重修諸家譜』などが編纂されるが、いずれも内容としては系図とほぼ同一になっている。また、明治政府が藩主や公卿に家譜の提出を命じているが、こちらも系図としての性格が強い。

## 琉球
琉球王国でも「系図」と称される家譜が作成されたが、日本本土とは異なる発展を遂げている。
琉球で家譜作成が制度化されるのは、1689年（康熙28年/元禄2年）のことで、琉球侵攻以降の家系の混乱を正して士庶の区別の明確化を目的としていた。琉球の諸士は家譜を王府に2部提出し、1部は朱印（「首里之印」）を捺して下賜され、もう1部は王府に設置された系図座にて管理された。1712年（康熙51年/正徳2年）には現在は王府には仕えていない没落した旧士族（法的には庶民扱い）が家譜を提出することを認めた（「新参家譜」）。1720年（康熙59年/享保5年）には5年ごとに仕次（増補改訂）が行われることが定められた。その後、1729年（雍正7年/享保14年）になって、宮古諸島・八重山諸島の島役人層に対しても家譜提出が認められるようになったが、姓は二字姓（覆姓）のみで、一字姓（唐名）を記すことが禁じられるなど、本島との差異があった。
琉球の家譜は系祖に遡って書き記され、16世紀以前のものに関しては辞令書や口碑伝承に基づいた援用も許されていたが、必ず系図座による認定・審査を経ることを要し、場合によっては却下されることもあった。仕次に際しては加筆された家譜と共に生子証文（出生証明書）をはじめとする公的機関が出した証明書などの証拠書類の提出が求められ、系図座による審査を経て返却され、認定された事実を清書した文書は検印（「系記之印」）を捺された上で本冊に追加補綴された。なお、当初は日本の系図に近い「和系格」と呼ばれる書式であったが、18世紀後半以降中国の宗譜に近い「唐系格」と呼ばれる書式に改められている。1879年（光緒5年/明治12年）の琉球処分時点には王府には姓にして400、門中（一門）にして700、冊数にして3000の家譜が保管されていたという。
琉球処分後は公的証明力を喪失したが、旧慣温存政策による社会秩序の維持や祖先崇拝観念から家譜を大切にする家が多く、その後沖縄戦や米国統治下を経たにもかかわらず、現在でも400冊とも500冊とも言われる家譜が現存しているという。